# Баль, Александр Васильевич
Алекса́ндр Васи́льевич Баль (род. 6 ноября 1968, г. Могилёв, БССР) — известный белорусский автор-исполнитель, бард. Заведующий музыкальной частью Могилёвского областного драматического театра (1995-2021). Играет на шестиструнной гитаре, пишет песни на свои стихи.
Окончил училище культуры им. Н.К. Крупской в г. Могилёве.
Лауреат фестиваля авторской песни «Петербургский аккорд» (1996)
Лауреат Грушинского фестиваля (1999).
Лауреат (гран-при) фестиваля авторской песни "Покровский собор" (2021).
В октябре 2020 года написал песню "На Родине моей беда" о применении насилия по отношении к участникам массовых протестов в Беларуси. В течение двух недель музыку из этой песни исполнял механический трубач на ратуше в Могилёве.
К концу 2021 был вынужден уволиться из Могилёвского областного драматического театра, в котором проработал более двадцати пяти лет.
15 июня 2023 года был арестован на 15 суток "за распространения экстремистских материалов" после досмотра пограничником содержимого телефона Баля. Спустя какое-то время выехал за пределы Республики Беларусь.

## Дискография
Альбомы:
- Всё может быть (1995)
- Война (1997)
- Война-2 (2000)
- Счастье (2003)
- Песни как женщины (2006)
- У камина (2008)
- Была бы радость (2011)

а также серия:
- Мой театр — песни из спектаклей